# Jagged Little Pill (musical)
Jagged Little Pill è un musical con libretto di Diablo Cody e colonna sonora di Alanis Morissette e Glen Ballard, debuttato a Cambridge nel 2018. Il musical è tratto dall'omonimo album della Morissette, con alcune nuove canzoni scritte appositamente per lo show da Michael Farrell e Guy Singsworth.

## Brani musicali
Atto I
- Overture – Cast
- Right Through You – Cast
- All I Really Want – Frankie, Mary Jane, Steve, Nick e cast
- Hand in My Pocket – Jo, Frankie e cast
- Smiling – Mary Jane e cast
- Ironic – Frankie e Phoenix
- So Unsexy – Steve, Mary Jane e cast
- Perfect – Nick
- Lancer's Party (So Pure) – Cast
- That I Would Be Good – Phoenix, Frankie e Jo
- Wake Up – Frankie, Nick e cast
- Forgiven – Mary Jane e cast

Atto II
- Entr'acte/Hands Clean – Cast
- Not the Doctor – Mary Jane e Steve
- Head Over Feet – Steve, Mary Jane, Phoenix e Frankie
- Your House – Jo
- Unprodigal Daughter – Frankie e cast
- Predator – Bella e cast
- You Oughta Know – Jo e cast
- Uninvited – Mary Jane e cast
- Mary Jane – Steve and Company
- No – Bella e cast
- Thank U – Cast
- You Learn – Cast

## Creazione e sviluppo
Nel novembre 2013 è stato annunciato che l'album della Morissette Jagged Little Pill sarebbe stato adattato per le scene, con nuove orchestrazioni di Tom Kitt. Un primo reading del musical è stato realizzato nel 2017 con Idina Menzel nel ruolo di Mary Jane. Il musical ha un libretto di Diablo Cody e, al momento del debutto, è stato diretto da Diane Paulus, coreografato da Sidi Larbi Cherkaoui, scenografato da Riccardo Hernandez e costumi di Emily Rebholz. Oltre alle tracce dall'album Jagged Little Pill, la colonna sonora del musical annovera altre canzoni della Morissette, tra cui Thank U, That I Would Be Good, So Pure, So Unsexy, Hands Clean, Unprodigal Daughter, No e Uninvited. La Morissette ha scritto anche due canzoni originali per il musical, Smiling e Predator; la prima delle due è stata inclusa nel suo album Such Pretty Forks in the Road.

## Produzioni
Cambridge, 2018
Jagged Little Pill ha debuttato all'American Repertory Theater di Cambridge, in Massachusetts, dove è rimasto in scena dal 5 maggio al 15 luglio 2015. Il cast includeva Elizabeth Stanley, Derek Klena, Lauren Patten, Sean Allan Krill, Celia Rose Gooding, Kathryn Gallagher, Antonio Cipriano e Logan Hart.
Broadway, 2019
Nel gennaio 2019 fu annunciato che il musical sarebbe stato portato a Broadway nell'autunno dello stesso anno. Jagged Little Pill ha fatto il suo debutto al Broadhurst Theatre di Broadway il 5 dicembre 2019 dopo un mese di anteprime. Il cast di Cambridge rimase invariato. L'allestimento ottenne recensioni positive dalle maggiori testate statunitensi, ricevendo anche quindi candidature ai Tony Award. Dopo la lunga interruzione causata dalla chiusura dei teatri in seguito alla pandemia di COVID-19, il musical è tornato in scena al Broadhurst Theatre nell'autunno del 2021, per poi terminare definitivamente le repliche il 17 dicembre 2021, quando nuovi casi di variante Omicron nel cast spinsero i produttori a chiudere il musical. In totale, Jagged Little Pill è rimasto in scena a Broadway per 171 rappresentazioni.

## Cast
| Personaggio                  | Cambridge (2018)   | Broadway (2019)    |
| ---------------------------- | ------------------ | ------------------ |
| Mary Jane "M.J." Healy       | Elizabeth Stanley  | Elizabeth Stanley  |
| Steve Healy                  | Sean Allan Krill   | Sean Allan Krill   |
| Mary Frances "Frankie" Healy | Celia Rose Gooding | Celia Rose Gooding |
| Nick Healy                   | Derek Klena        | Derek Klena        |
| Joanne "Jo" Taylor           | Lauren Patten      | Lauren Patten      |
| Bella Fox                    | Kathryn Gallagher  | Kathryn Gallagher  |
| Phoenix                      | Antonio Cipriano   | Antonio Cipriano   |
| Andrew Montefiore            | Logan Hart         | Logan Hart         |

## Premi e riconoscimenti

### Broadway
| Anno | Premio                      | Categoria                                           | Candidato | Risultato       |
| ---- | --------------------------- | --------------------------------------------------- | --- | --------------- |
| 2020 | Drama Desk Awards           | Outstanding Actress in a Musical                    | Elizabeth Stanley | Candidato/a     |
| 2020 | Drama Desk Awards           | Outstanding Featured Actress in a Musical           | Lauren Patten | Vincitore/trice |
| 2020 | Drama Desk Awards           | Outstanding Orchestrations                          | Tom Kitt | Vincitore/trice |
| 2020 | Drama League Awards         | Outstanding Production of a Musical                 | Outstanding Production of a Musical | Candidato/a     |
| 2020 | Drama League Awards         | Distinguished Performance Award                     | Lauren Patten | Candidato/a     |
| 2020 | Outer Critics Circle Awards | Outstanding New Broadway Musical                    | Outstanding New Broadway Musical | Honoree         |
| 2020 | Outer Critics Circle Awards | Outstanding Book of a Musical                       | Diablo Cody | Honoree         |
| 2020 | Outer Critics Circle Awards | Outstanding Director of a Musical                   | Diane Paulus | Honoree         |
| 2020 | Outer Critics Circle Awards | Outstanding Choreographer                           | Sidi Larbi Cherkaoui | Honoree         |
| 2020 | Outer Critics Circle Awards | Outstanding Orchestrations                          | Tom Kitt | Honoree         |
| 2020 | Outer Critics Circle Awards | Outstanding Actress in a Musical                    | Elizabeth Stanley | Honoree         |
| 2020 | Outer Critics Circle Awards | Outstanding Featured Actress in a Musical           | Kathryn Gallagher | Honoree         |
| 2020 | Outer Critics Circle Awards | Outstanding Featured Actress in a Musical           | Lauren Patten | Honoree         |
| 2020 | Tony Awards                 | Best Musical                                        | Best Musical | Candidato/a     |
| 2020 | Tony Awards                 | Best Book of a Musical                              | Diablo Cody | Vincitore/trice |
| 2020 | Tony Awards                 | Best Performance by a Leading Actress in a Musical  | Elizabeth Stanley | Candidato/a     |
| 2020 | Tony Awards                 | Best Performance by a Featured Actor in a Musical   | Derek Klena | Candidato/a     |
| 2020 | Tony Awards                 | Best Performance by a Featured Actor in a Musical   | Sean Allan Krill | Candidato/a     |
| 2020 | Tony Awards                 | Best Performance by a Featured Actress in a Musical | Kathryn Gallagher | Candidato/a     |
| 2020 | Tony Awards                 | Best Performance by a Featured Actress in a Musical | Celia Rose Gooding | Candidato/a     |
| 2020 | Tony Awards                 | Best Performance by a Featured Actress in a Musical | Lauren Patten | Vincitore/trice |
| 2020 | Tony Awards                 | Best Direction of a Musical                         | Diane Paulus | Candidato/a     |
| 2020 | Tony Awards                 | Best Choreography                                   | Sidi Larbi Cherkaoui | Candidato/a     |
| 2020 | Tony Awards                 | Best Orchestrations                                 | Tom Kitt | In attesa       |
| 2020 | Tony Awards                 | Best Scenic Design of a Musical                     | Riccardo Hernández and Lucy MacKinnon | Candidato/a     |
| 2020 | Tony Awards                 | Best Costume Design of a Musical                    | Emily Rebholz | Candidato/a     |
| 2020 | Tony Awards                 | Best Lighting Design of a Musical                   | Justin Townsend | Candidato/a     |
| 2020 | Tony Awards                 | Best Sound Design of a Musical                      | Jonathan Deans | Candidato/a     |
| 2021 | Grammy Awards               | Best Musical Theatre Album                          | Kathryn Gallagher, Celia Rose Gooding, Lauren Patten, Elizabeth Stanley, Tom Kitt, Neal Avron, Vivek J. Tiwary, Craig Rosen, Michael Parker, Pete Ganbarg | Vincitore/trice |